# Football Club Trapani 1905
Il Football Club Trapani 1905, meglio nota come Trapani, è una società calcistica italiana con sede nella città di Trapani. Milita in Serie C, la terza divisione del campionato italiano di calcio. 
La società nel corso dei decenni si è più volte disciolta e ricostituita. L'Unione Sportiva Trapanese, fondata nel 1905 e a cui il club attuale si richiama idealmente pur senza aver alcun legame legale, fu il terzo club calcistico ad essere creato in Sicilia.
Come migliori traguardi sportivi, il Trapani Calcio annovera 5 partecipazioni alla Serie B. La prima risale al 2013-2014 e l'ultima è stata nella stagione 2019-2020. Dette partecipazioni – che collocano il Trapani al quarto posto tra le squadre siciliane nella classifica perpetua della serie B – rafforzano una storia fatta di una presenza consolidata nei campionati di Serie C maturata soprattutto a partire dagli anni '60. Il miglior piazzamento in B è stato il 3º posto raggiunto nel 2015-2016, che portò il Trapani a disputare i play-off, poi conclusi con la sconfitta di misura nella finale per l'accesso alla serie A.
Il colore sociale è il granata.                  Gioca le proprie partite casalinghe nello stadio Polisportivo Provinciale.

## Storia

### I precursori

Una formazione degli anni '10

All'inizio del ventesimo secolo, nel trapanese incominciarono a praticarsi diverse attività sportive, prima a livello amatoriale e successivamente in modo agonistico e più organizzato, che coinvolsero soprattutto le classi più popolari della città. Si praticò soprattutto il podismo, il ciclismo, l'ippica e il calcio o foot-ball. Tali attività vennero incentivate da mecenati sportivi come Vincenzo Florio jr, ricco industriale palermitano con interessi a Marsala, il marchese Giuseppe Platamone, già apprezzato schermidore, Sir Thomas Lipton, magnate inglese del tè e organizzatore della Coppa Lipton, Joshua Whitaker ed Euphrosyne Whitaker, ai quali si deve la Whitaker Challenge Cup.
In questo quadro si inserì la creazione dell'Unione Sportiva Trapanese, prima società calcistica a Trapani fondata il 13 dicembre 1908 e terza in ambito regionale, dopo Palermo e Messina.
Tale squadra, in maglia verde, non partecipò ad attività federali ufficiali e si sciolse allo scoppio della Grande Guerra. Nonostante ciò, è oggi richiamata dalla società attuale come propria progenitrice morale.

La "pausa" bellica portò nel 1920 alla nascita di due distinti club, lo Sport Club Vigor Trapani e la Drepanum Unione Sportiva. La Vigor fu la prima squadra di cui è nota l'affiliazione alla FIGC, e partecipò al campionato di Prima Divisione della Lega Sud 1921-22 della neonata Confederazione Calcistica Italiana (CCI), ma le difficoltà economiche la costrinsero al ritiro. Consci delle rispettive debolezze, tra Vigor e Drepanum si arrivò quindi nel 1923 alla fusione che ridiede vita a una nuova versione dell'US Trapanese, che tuttavia non ebbe più lunga vita e andò anch'essa allo scioglimento nel 1926.
Nel frattempo si segnalò in città un altro club, l'Associazione Sportiva Trapani, una polisportiva nata dall'azione aggregativa di Abele Mazzarese e Tommaso Cavallaro, con la presidenza di Agostino Burgarella che, ormai tradizionalmente, organizzò il primo incontro con lo Sport Club Marsala al Campo degli Spalti. Quel primo agosto la partita terminò 4 a 3 per i marsalesi. L'attività calcistica continuò discontinuamente, dato che la polisportiva privilegiava il canottaggio, con incontri che coinvolgevano spesso le forze militari stanziate a Trapani. Molti atleti cresciuti nell'associazione sportiva come i fratelli Nolfo o Ottavio Marceca, si vedranno protagonisti nella successiva ascesa del nuovo club di Trapani, la Juventus.
Nei primi anni Trenta il calcio a Trapani fu rappresentato dallo Sport Club Juventus, sodalizio nato nel 1930, presieduto da Gaetano Gionfrida e supportato economicamente dal Barone Francesco Adragna, i quali adottarono i colori nero-azzurri e scelsero l'allenatore Heinrich Schönfeld. Affiliato alla FIGC, fu inserito nella stagione 1930-31 al livello più basso del campionato dell'epoca, la Terza Divisione Sicilia, e riuscì in due anni a salire fino in Prima Divisione Sicilia, massimo campionato regionale. Nel 1936 fu ammesso nel campionato nazionale di Serie C, ma rinunciò a parteciparvi e si sciolse a causa di problemi finanziari.

### La nascita dell'U.S. Trapani e la guerra
Dalle ceneri della Juventus Trapani, nel novembre del 1936, nasce l'Unione Sportiva Trapani che adotta i colori cittadini granata. La squadra, formata tardivamente, non riuscirà ad iscriversi al campionato di quell'anno. Nei due campionati successivi, sotto la presidenza di Giovanni Sardo, la squadra ottiene un secondo (1937-1938) e un quinto posto (1938-1939) nel campionato di I Divisione. Nel 1939 cessa ancora una volta l'attività agonistica.

Juventus Trapani 1939-40

Nel 1939, dopo l'esperienza dell'Unione Sportiva Trapani, torna la Juventus Trapani, che adotterà il verde come colore sociale. Nell'anno della fondazione la formazione trapanese arrivò al terzo posto nel campionato di I Divisione 1939-1940 e, poco tempo dopo, Mussolini dichiarò guerra a Francia e Gran Bretagna: l'Italia fece il suo ingresso in un conflitto che sarà disastroso sotto ogni punto di vista. Convinto comunque dall'eventualità di una "guerra-lampo", Mussolini non fermò il calcio ma, anzi, sostenne la continuazione dei campionati per rasserenare il popolo e la propaganda. Infatti le attività agonistiche continuarono e nel campionato di I Divisione 1940-1941 la Juventus Trapani raggiunse un mediocre penultimo posto in classifica.
Gli eventi della Seconda guerra mondiale interruppero momentaneamente le attività agonistiche (nel luglio del 1943 con lo Sbarco degli Alleati si sancì l'inizio della Campagna d'Italia), che ricominciarono timidamente verso la fine del '42 e gli inizi del '43, con campionati provinciali e regionali: proprio in quel periodo si scelse come nuovo campo sportivo il "Campo Aula" e non più il "campo degli Spalti", danneggiato dai bombardamenti subiti dalla città di Trapani. Al termine del campionato regionale bellico 1944-1945, la società si sciolse.

### Il dopoguerra (1945-1952)

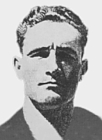
Achille Piccini allenatore nel '49

Con il termine della Seconda guerra mondiale nel clima euforico ma confuso del '45, il testimone calcistico della Juventus Trapani passa alla Associazione Sportiva Trapani che partecipa al campionato di I Divisione 1945-1946: fu l'unico. Dalla breve vita della Associazione Sportiva Trapani nacque l'anno successivo la società Associazione Sportiva Drepanum (20 giugno 1946) e si iscriverà al campionato di serie C. Il 1947 è l'anno della riforma dei campionati italiani di calcio: la squadra allenata da Beppe Cutrera (con un passato nell'US Alcamo e nel Palermo) raggiunge faticosamente il quarto posto in classifica utile per la partecipazione alla nuova categoria (la partita decisiva fu giocata contro il Marsala e vinta per 1 a 0).

A.S. Drepanum 1947-1948.

La stagione successiva è segnata dal cambio di allenatore, l'ungherese Lajos Politzer (in precedenza attivo a Frosinone, C.S. Aquila Montevarchi, Foggia e successivamente a Catania) e da un pessimo inizio di campionato termitato comunque a metà classifica. In quella stagione va ricordato il primo torneo internazionale post bellico giocato a Palermo tra le rappresentative di Malta, Lombardia e Sicilia (nella squadra siciliana vennero selezionati Graziano e Zanutel militanti nella Drepanum). Il nuovo campionato di Serie C per la società trapanese presentò notevoli difficoltà economiche (le trasferte soprattutto furono abbastanza dispendiose) che s'evidenziarono nella stagione 1949-1950: l'allenatore Achille Piccini non poté evitare una quasi sicura retrocessione della Drepanum. I successivi campionati, chiamati allora Promozione, avranno prevalentemente un carattere regionale allorquando l'ennesima modifica porterà la costituzione della IV Serie e alla denominazione della società in A.S. Trapani ad opera del presidente Peppino Di Marzo.

### Associazione Sportiva Trapani (1952-1984)

Domenico Povia detto "Nico"

A.S. Trapani 1956-1957

Nel 1952 l'Associazione Sportiva Drepanum cambiò denominazione in Associazione Sportiva Trapani. Quell'anno sportivo, il 1952-1953, la squadra venne ammessa al campionato di IV Serie e si arricchì dell'acquisto di Luigi Vittorio Soffrido, raggiungendo un faticoso settimo posto con l'arrivo dell'allenatore ungherese Ferenc Plemich al posto di Aimone Lo Prete. La stagione successiva, la 1953-1954, si rivelò anch'esso tribolato per l'altalenanza di risultati che vide costretta la società a sollevare dall'incarico di allenatore Plemich sostituendolo con il duo Corradini-Soffrido, col risultato del raggiungimento del quinto posto.
La discontinuità di prestazioni della squadra continuò anche con il nuovo allenatore Eolo Rossi nel campionato 1954-1955, che nel gennaio del 1955 venne allontanato anche per motivi disciplinari e sostituito da Salvatore Giliberti prima e da Gastone Prendato poi, cambiamento che mantenne inalterato l'atteggiamento della squadra (molto sfrontata tra le mura amiche e meno efficace in trasferta) raggiungendo il settimo posto in classifica. Prendato nel campionato successivo riuscì a dare continuità ad una squadra che nel 1955-1956 mantenne l'imbattibilità casalinga raggiungendo il terzo posto a pari punti con il Cosenza.

Aristide Zucchinali

Le difficoltà economiche societarie non permisero l'anno successivo quel salto di qualità che s'attendeva e, nel 1956-1957, la squadra, sorretta dal duo Soffrido-Turatti (25 goal in due), confermò le ottime qualità raggiungendo il quinto posto e la relativa ammissione al nuovo campionato di Interregionale - I Categoria. In quell'annata 1957-1958, la squadra, diretta da Ottorino Dugini, rinnovata nei suoi organici, raggiunse il settimo posto e, per l'ampliamento della Serie C decisa dalla FIGC, fu ammessa al nuovo campionato a due gironi. Inserita nel girone meridionale (girone B) della nuova Serie C, nel 1958-1959 il Trapani allenato da Aurelio Marchese ebbe un inizio a singhiozzo, bilanciato da un girone di ritorno che le permise di afferrare il quinto posto nella classifica finale.
L'anno successivo, il 1959-1960, con il ritorno in panchina di Ottorino Dugini e la nuova divisione in tre gironi del campionato di Serie C, la squadra granata, inserita nel girone C, dopo i buoni auspici estivi (vittorie in amichevole con il Palermo e il Catania), disputò un ottimo campionato sorretta dalla coppia d'attacco Magheri-Zucchinali (autori di 20 goal) conseguendo un lusinghiero terzo posto. Dugini confermato guidò la formazione granata anche nell'anno successivo, dove la squadra, pur modificata in molti elementi, disputò un campionato che la vide lottare per la promozione con il Cosenza fino all'ultima giornata: la partita giocata a Chieti le fu fatale, cedendo la promozione ai cosentini.

Una formazione del Trapani classificatasi 2ª in "C" nel 1960-61

In quella stagione, la 1960-1961, vi fu il trasferimento del campo di gioco dal Campo Aula al nuovo stadio Polisportivo Provinciale. Rinnovamento degli organici e problemi societari fecero della stagione 1961-1962 un'annata di transizione che condizionò anche il cambio di allenatore, da Dugini al ritorno di Prendato con relativo sesto posto in classifica. Il Trapani dell'anno successivo, con in panchina Leandro Remondini, vide ricalcare gran parte della stagione come quella del '60: in testa alla classifica con il Potenza fino allo scontro diretto della ventottesima giornata, terminato in parità, successivamente un calo prestazionale lasciò la Serie B al meritevole Potenza.
Tre punti di penalizzazione per illecito sportivo condizionarono la squadra e l'ambiente nel campionato 1963-1964, con alterni risultati che la portarono al penultimo posto e alla successiva retrocessione, quest'ultima evitata grazie al ripescaggio al posto della Rizzoli. Alla guida della società arrivò Gerolamo Marchello che gestì la squadra nella seconda metà degli anni Sessanta con alterne vicende: nel 1964-1965 6º, nel 1965-1966 9º, nel 1966-1967 8º posto, nel 1967-68 11º, nel 1968 il 16º, questi ultimi campionati affrontati con difficoltà economiche che culminarono nel 1969-1970 con la retrocessione in Serie D e con l'alternanza di ben quattro allenatori.
Dopo due campionati dilettantistici, il Trapani tornò in Serie C nella stagione 1971-1972, con allenatore Aurelio Bongiovanni che iniziò anche la stagione successiva, salvo essere sostituito ad inizio campionato da Eliani a cui seguì Vitali, con il raggiungimento dell'11º posto. Gli anni settanta furono segnati da continui avvicendamenti a capo della società (con spesso dei Commissari Straordinari), che mantennero e condizionarono la squadra su risultati da classifica medio bassa, ad esclusione del campionato 1976-1977 con un quinto posto, condito con il raggiungimento dei quarti di finale nella Coppa Italia Semiprofessionisti, ritornando sui risultati abituali l'anno seguente, che però non garantì la permanenza nella categoria d'appartenenza per l'attuazione della riforma del campionato con la formazione delle neo-istituende Serie C1 e Serie C2. Nonostante un brillante girone di ritorno, con l'allenatore Egizio Rubino, la squadra sfiorò la permanenza nella nuova C1 arrivando 13ª invece che 12ª, per un punto.
Il campionato successivo in C2 si rivelò disastroso, col risultato del penultimo posto in classifica e la relativa retrocessione nel campionato dilettanti. Dalla stagione 1981/82 furono gli anni dell'Interregionale con i derby con il Ligny Trapani, che quell'anno sfiorò la promozione arrivando secondo dietro al Licata di Zdeněk Zeman. Il Trapani rimase in quella categoria fino alla stagione 1984-85 con la fusione con la Pro Trapani (ex Ligny) e la nuova promozione in Serie C2.

### Associazione Sportiva Trapani 1906 (1984-1990)

La formazione dell'A.S. Trapani 1906 nel 1984-85

Il primo luglio 1984 l'Associazione Sportiva Trapani si fuse con il Pro Trapani (ex Ligny Trapani, altra realtà calcistica trapanese), cambiando denominazione in Associazione Sportiva Trapani 1906, società che comunque mantenne una pesante passivo debitorio. In quella stagione 1984-1985 la nuova società disputò nuovamente il campionato di Serie D, vincendolo davanti al Mazara (anche se penalizzato di 5 punti per illecito sportivo al termine del campionato precedente). L'allenatore della promozione era Carlo Orlandi, che rimase anche per l'anno successivo con il raggiungimento del 12º posto che sancì la salvezza.
Le zone medio basse della classifica caratterizzarono il rendimento e i risultati finali del Trapani nella Serie C2 della seconda metà degli anni ottanta (1986-1987: 12º, 1987-1988: 13º, 1988-89: 11º) funestati da continui problemi finanziari e rischi di esclusione dai campionati che culminarono con il 18º e ultimo posto nel girone D nel campionato 1989-1990 e la conseguente retrocessione nel Campionato Interregionale. La retrocessione acuì i problemi della società e nel giugno del 1990 il passivo debitorio mai smaltito causò il fallimento societario. Il successivo 22 giugno 1990, il titolo sportivo venne rilevato dall'imprenditore trapanese Andrea Bulgarella che riorganizzò profondamente la nuova struttura societaria, denominandola Trapani Calcio S.p.A.

### Trapani Calcio S.p.A. (1990-2002)

Marco Materazzi protagonista nella stagione 1994-1995

Nel 1990 fallisce la Associazione Sportiva Trapani 1906 e dalle sue ceneri viene costituito il Trapani Calcio S.p.A., grazie all'impegno di numerosi tifosi che appoggiano l'impegno dell'imprenditore edile Bulgarella che riuscirà a conservare il titolo sportivo. Nei primi anni novanta il Trapani si vede impegnato nel campionato dilettantistico dell'Interregionale (poi denominato Campionato Nazionale Dilettanti) nel vano tentativo del salto di categoria: secondo sia nel 1990-91 che nel successivo 1991-1992. Proprio in quest'ultimo campionato la presidenza Bulgarella decise di ingaggiare come allenatore Ignazio Arcoleo, in passato al Mazara e non ben visto dalla tifoseria granata, che risultò nei fatti una scelta azzeccata.
Ed effettivamente, nel campionato successivo 1992-1993, centra la promozione in Serie C2 con Nino Barraco autore di 24 reti e, quasi senza soluzioni di continuità, nel 1993-1994 vince anche il torneo di Serie C2 con il tridente d'attacco Barraco-Capizzi-Vasari con un complessivo di 32 reti. L'entusiasmo per il Trapani targato Bulgarella-Arcoleo sembra non arrestarsi neanche in Serie C1: anche se con propositi di salvezza, nel 1994-1995 la formazione granata raggiunse un lusinghiero quarto posto che le permise di disputare i play-off (presenti dal 1993) per la promozione in Serie B. L'avversario fu il Gualdo, che precedeva il Trapani nella classifica finale, battuto nell'andata delle semifinali con un gol di Barraco su rigore. La partita di "ritorno" a Gualdo Tadino risultò molto equilibrata, ma un gol al 92º degli umbri decretò l'eliminazione del Trapani (il regolamento dei play-off non prevedeva tempi supplementari nella partita ritorno e in caso di parità veniva favorita la formazione meglio piazzata in classifica).
Quest'ultimo campionato pose la fine del ciclo di Arcoleo che andò a Palermo e della diaspora di molti giocatori che vennero reclutati da società di categoria superiore (Palermo, Catania, Perugia, ecc.), segnando il profondo rinnovamento con l'arrivo del nuovo allenatore Walter Nicoletti e della sofferta salvezza nel 1995-1996 ai play-out con la Turris. Nicoletti verrà poi sostituito da Ivo Iaconi per la stagione successiva, che segnerà la retrocessione nella Serie C2 1997-1998 al termine dei play-out disputati contro la Fermana. Dopo il vano tentativo del ripescaggio, il Trapani del nuovo allenatore Giovanni Pagliari tenta nuovamente il salto di categoria con il quinto posto finale e l'accesso ai play-off, con avversario designato, poi vincitore, il Crotone: pareggio all'andata e vittoria dei calabresi al ritorno. Al termine di questo torneo di quarta serie, vi accadde l'abbandono anche di Andrea Bulgarella, quale deus ex machina della società, cedendo le azioni del Trapani ad un gruppo palermitano capeggiato da Giuseppe Rosano.
Questo passaggio di consegne condizionò il campionato 1998-1999, caratterizzato da prestazioni altalenanti, cambio di allenatore e modifica del parco giocatori, che comunque permisero di raggiungere un onorevole decimo posto. I proclami del Gruppo Rosano per l'edizione successiva fecero ben sperare, ma durò poco: nel 1999-2000 i granata arrivarono ultimi, condizionati da una situazione societaria confusa con Rosano che tenta di cedere la società al gruppo creato dal Senatore Antonio D'Alì (cessione successivamente annullata) e un'ultima giornata di campionato affrontata con la squadra formata dai ragazzi delle giovanili. La disastrosa situazione finanziaria vide il Trapani, il 1º agosto 2000, non iscritto alla Serie D 2000-2001, ma in Eccellenza, rinviando di un solo anno l'agonia: il 10 febbraio 2002, collezionata la quarta rinuncia nel campionato 2001-2002, il Trapani viene radiato e fallisce. Il calcio trapanese continuò a sopravvivere grazie alla Associazione Sportiva Città di Trapani, anch'essa militante nel campionato di Eccellenza Sicilia.

### A.S.D. Trapani Calcio (2002-2010)
Nell'estate del 2002 la Associazione Sportiva Città di Trapani del presidente Nino Birrittella cambia denominazione in Associazione Sportiva Dilettantistica Trapani Calcio, attuando il ripescaggio in Serie D e disputando un sereno campionato (2002-2003) da metà classifica. Torneo confermato anche per l'anno seguente, il 2003-2004, dove la formazione trapanese conferma la posizione conquistata l'anno precedente evitando i play-out. Nella stagione 2004-2005 arriva sulla panchina granata Dario Golesano, "allievo" di Zdeněk Zeman e suo assistente al Fenerbahçe. Campionato altalenante con una classifica finale che vede il Trapani terminare nelle zone medio basse della classifica.
Birittella finisce in guai giudiziari per la sua attività professionale e, nell'estate del 2005, la società passa nelle mani di Vittorio Morace, armatore napoletano e proprietario dell'Ustica Lines: il campionato 2005-2006 fu segnato da un pessimo andamento della squadra con il cambio in panchina tra Cosimo De Feo ed Ignazio Arcoleo, con il faticoso raggiungimento dei play-out, persi successivamente con il Francavilla, che decretarono di fatto la conseguente retrocessione in Eccellenza, con l'aggiunta di un illecito sportivo che causò una penalizzazione di 12 punti da scontare nella stagione successiva. Nel campionato 2006-2007 il Trapani sconta la penalizzazione, raggiungendo i play-out vinti con il Terrasini, 5-0, in campo neutro ad Alcamo. Nella stagione 2007-2008, piazzatosi al secondo posto nel campionato di Eccellenza Sicilia, è stata promossa in Serie D raggiungendo la finale dei play-off nazionali e vincendo contro il Ricigliano.

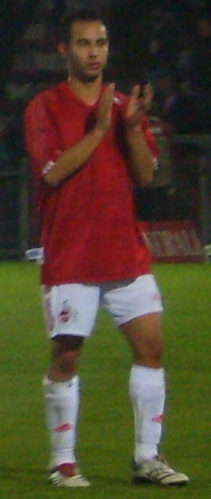
Salvatore Gambino

Nella stagione 2008-2009 l'A.S.D. Trapani Calcio si salva alla penultima giornata vincendo 4-2 nella gara contro il Savoia: gli ospiti passano subito in vantaggio prima con Pagano e poi con De Rosa e nel secondo tempo inizia la rimonta prima con Carbonaro dopo soli 2 minuti, poi con Gennari al nono minuto più tardi e infine giunge una doppietta di Craccò, concludendo così, con una giornata di anticipo, la stagione regolare al 13º posto. Nella stagione 2009-2010 arriva al secondo posto con un campionato di vertice insieme al Milazzo, che poi vincerà il proprio girone, sfiorando la promozione nella serie superiore e perdendo inoltre i play-off, sempre del girone, contro l'Avellino. Il Trapani verrà comunque ripescato in Lega Pro Seconda Divisione nella “calda” estate del 2010, in seguito all'esclusione di 21 società dai campionati professionistici decisa dalla FIGC il 16 luglio dello stesso anno.

### Il Trapani Calcio S.r.l. (2010-2020)
Con il ripescaggio nella lega semi-professionistica, il Trapani cambia denominazione da Associazione Sportiva Dilettantistica Trapani in Trapani Calcio S.r.l., segno tangibile dei progressi organizzativi e agonistici raggiunti dalla società trapanese di Vittorio Morace che abbandona i campionati dilettantistici (ed anche l'appellativo di società dilettantistica) per strutturarsi con una nuova conformazione societaria, con il 50% direttamente nelle mani di Morace e il restante 50% attraverso la società Ustica Lines.
Con l'inizio della nuova stagione (2010-2011) il Trapani torna in un campionato professionistico dai quali mancava dal 2000 e ha la possibilità di essere scelto dalla Lega Nazionale Dilettanti per giocare la Coppa Italia maggiore, esordendoci di seguito per la terza volta nella sua storia, in quanto miglior classificata nel proprio girone della Serie D della precedente annata calcistica, nonostante il successivo ripescaggio a completamento organici nei professionisti: la prima occasione fu nella memorabile edizione 1958-1959, venendo eliminato dal Prato al Terzo turno dopo aver battuto Marsala (2-4 al Provinciale, derby della provincia di Trapani per la prima volta di scena in tale competizione) e Palermo (1-2 a Palermo, questa attualmente l'unica vittoria dei trapanesi sui rosanero nel capoluogo siciliano in una competizione ufficiale), mentre la seconda si verificò nella stagione 1995-1996, quando ad estromettere la compagine siciliana, soltanto ai tiri di rigore già al Primo turno, fu la Reggiana di Carlo Ancelotti. Al primo turno della Coppa Italia 2010-2011 supera la SPAL in trasferta a Salò (in campo neutro), mentre al secondo turno perde in casa del Frosinone.
Al termine della stagione 2010-2011 il Trapani si piazza al secondo posto alle spalle del Latina e si qualifica per i play-off. Dopo aver sconfitto in semifinale il Neapolis, raggiunge la finale incontrando nuovamente l'Avellino: con un 3-1 tra le mura amiche che ribalta il risultato negativo di 1-2 ottenuto ad Avellino, la formazione di Roberto Boscaglia conquista la promozione in Lega Pro Prima Divisione, ritornando nella terza serie nazionale dopo 15 anni.
Il Trapani Calcio, nella stagione 2011-2012 di Lega Pro Prima Divisione, dopo un campionato sorprendentemente di alta classifica (la matricola siciliana fu in testa dalla 21ª alla 32ª giornata con nove vittorie consecutive tra dicembre e febbraio), vide diradarsi e annullarsi il cospicuo vantaggio in favore dello Spezia (a dieci giornate dalla fine la formazione siciliana risultava in vantaggio di nove punti dalla seconda in classifica, il Siracusa e di undici dallo Spezia, quest'ultimo poi vincitore del torneo), posizionandosi seconda con 60 punti alle spalle dei bianconeri liguri, protagonisti di una poderosa rimonta, qualificandosi per i successivi play-off promozione.
Durante i play-off, il Trapani supera la Cremonese in semifinale con due pareggi (entrambi finiti con il risultato di 1-1) conquistando la finale in virtù della migliore posizione in classifica, raggiunta durante la stagione regolare. Nel doppio incontro della finale, la squadra granata, dopo aver pareggiato 1-1 in trasferta contro la Virtus Lanciano nella partita di andata, viene sconfitta nella partita di ritorno in casa per 1-3, perdendo inaspettatamente la promozione per il 2º livello di campionato a favore degli abruzzesi.
Nel campionato di Lega Pro Prima Divisione 2012-2013 il club giunge al primo posto in classifica, dopo un testa a testa con il più quotato Lecce, ottenendo così la sua prima promozione storica nel secondo livello professionistico del calcio italiano. La squadra termina la propria avventura in Lega Pro Prima Divisione con diciotto risultati utili consecutivi nelle ultime gare disputate, rimanendo imbattuta per tutto il girone di ritorno, con il migliore attacco del campionato, il capocannoniere, il maggior numero di vittorie fuori casa e il minor numero di sconfitte subite (4 al pari della Salernitana).

#### Tra Serie B e Serie C

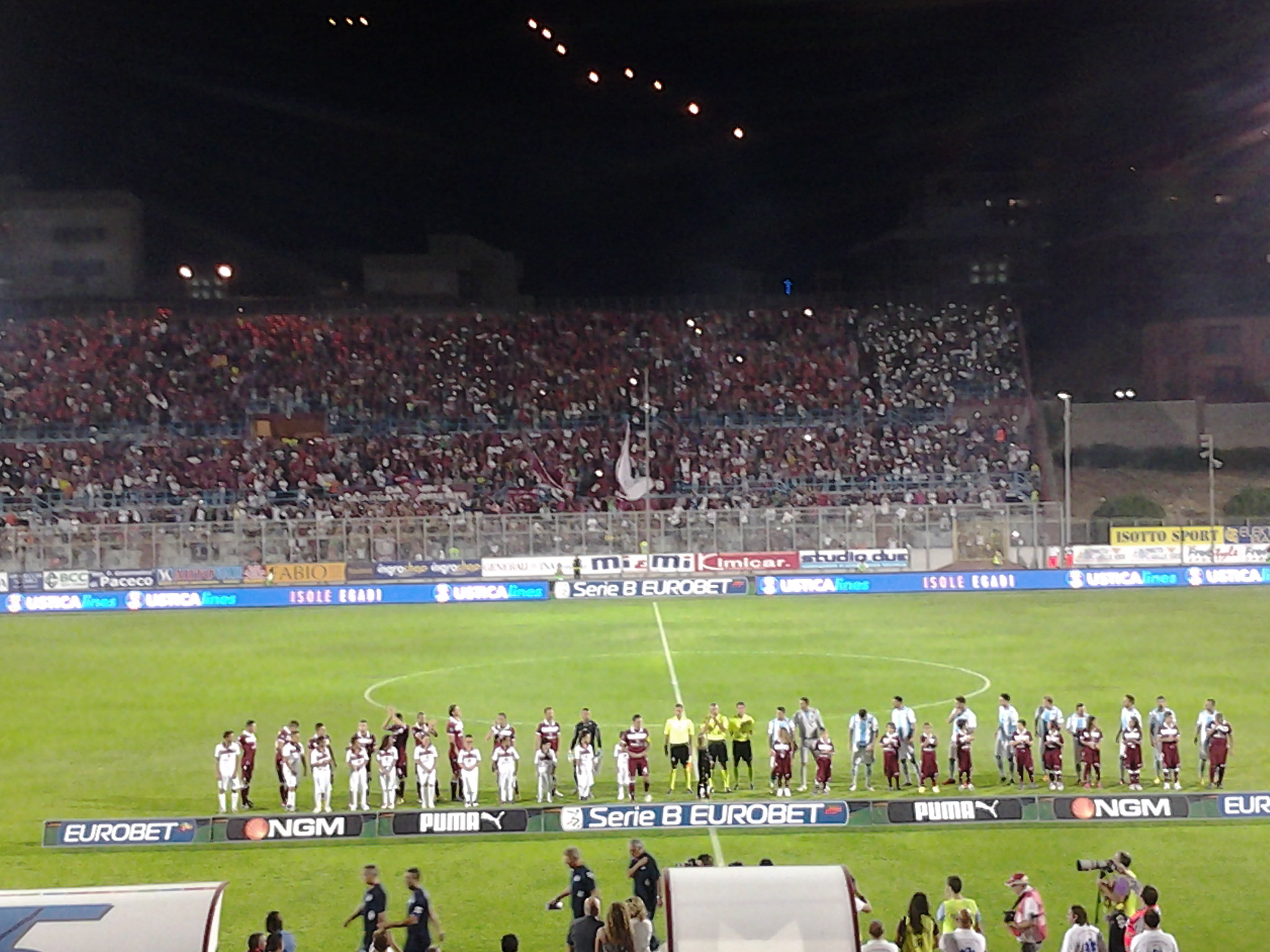
L'esordio casalingo del Trapani in Serie B con il Pescara il 2 settembre 2013

L'esordio assoluto del Trapani in Serie B nella stagione 2013-2014 avviene allo stadio Euganeo il 24 agosto 2013, con una vittoria esterna. Debutta in un Provinciale gremito pareggiando 2-2 contro il Pescara. Il primo k.o. è ad opera del Modena per 3-1 allo stadio Alberto Braglia.
Il Trapani perde il derby contro il Palermo, il primo disputatosi nella storia della serie cadetta, sia all'andata per il risultato di 3-0, che al ritorno, dove i rosanero, lanciati verso la Serie A, si impongono per 1-0.
Tra novembre e marzo segue un'incredibile serie di quattordici risultati utili consecutivi, che vedono i granata raggiungere il terzo posto solitario in classifica dopo il turno infrasettimanale a La Spezia.
Imbattuto fuori casa per quasi cinque mesi, lo stop arriva il 5 aprile contro il Carpi allo stadio Sandro Cabassi.
Al termine del campionato Matteo Mancosu, all'esordio nella categoria, è il capocannoniere con 26 reti messe a segno. Il Trapani chiude al 14º posto nella classifica finale del suo primo campionato cadetto e si salva agevolmente.
In Coppa Italia il Trapani vince contro l'AlbinoLeffe e il Padova, ma il 4 dicembre 2013 viene sconfitto per 3-2 nella sfida storica sul campo dell'Inter, venendo così eliminato al quarto turno (nuovo miglior piazzamento) di tale manifestazione.
Nella stagione 2014-2015, dopo un periodo iniziale positivo che vede la squadra siciliana chiudere in piena corsa play off al termine del campionato d'inverno, seguono dieci giornate senza vittorie che comportano l'esonero del mister Roberto Boscaglia, artefice della scalata dalla Serie D alla B e alla salvezza acquisita nella stagione precedente. A sostituire il tecnico gelese subentra il perugino Serse Cosmi, che guida il club al mantenimento della categoria, sfruttando come punto di forza l'ottimo rendimento casalingo (appena una sconfitta nell'arco delle 21 partite giocate al Provinciale). La salvezza matematica arriva alla 40ª giornata, il 16 maggio 2015, a seguito del pareggio per 1-1 contro l'Avellino.
Nel campionato 2015-2016 il Trapani conquista uno storico 3º posto nella serie cadetta, con un record assoluto di 73 punti, qualificandosi così ai play-off per l'accesso diretto alla Serie A 2016-2017. In semifinale supera lo Spezia di Domenico Di Carlo, per poi perdere la finale 1-3 contro il Pescara (0-2 all’andata in trasferta e 1-1 al ritorno in casa; con quest’ultimo risultato i granata non vanno oltre).
Negativa si rivela la stagione successiva, ove il Trapani conquista appena 13 punti nel girone di andata, finendo all'ultimo posto in classifica: ciò costa l'esonero di Cosmi che viene sostituito da Alessandro Calori. L'avvicendamento tecnico rivitalizza la squadra e nel girone di ritorno totalizza 31 punti. Ciò, tuttavia, non è sufficiente per salvarsi: con tre sconfitte consecutive nelle ultime tre partite i granata chiudono la stagione quartultimi con 44 punti e dopo 4 permanenze in Serie B la squadra retrocede direttamente in Serie C, senza nemmeno disputare i play-out (non disputati giacché il distacco dalla quintultima classificata, la Ternana, è superiore di 5 punti).
Nella stagione 2017-2018 il Trapani allestisce un organico importante, con l’obiettivo di vincere il campionato di serie C e tornare immediatamente in Serie B. La squadra chiude la stagione al terzo posto, dietro al Lecce capolista e al Catania, perdendo l'ultima gara a Cosenza per 4-2, partita che costerà al Trapani il secondo posto e si rivelerà decisiva anche per il prosieguo. Infatti il Trapani entra come terza agli ottavi di finale play-off, dove il sorteggio le assegna il Cosenza. Il club calabrese si impone sia all'andata che al ritorno: 2-1 in Calabria, 0-2 a Trapani. Il Cosenza riesce nell’impresa di battere il Trapani cinque volte su cinque partite disputate in stagione (due di campionato, una di Coppa Italia Serie C e due partite dei play off). Il Trapani è così eliminato dai play-off.
Nell'estate del 2018 il proprietario Vittorio Morace manifesta la volontà di cedere la società sportiva dopo le vicende giudiziarie che hanno coinvolto la Liberty Lines e passa il testimone della presidenza a Paola Iracani, mantenendo la proprietà. Nel mentre s'avvia la stagione sportiva con l'arrivo del nuovo allenatore Vincenzo Italiano (già giocatore granata nel biennio 1994-1996). Dopo la controversia che ha coinvolto Morace e l’imprenditore Francesco Agnello e la successiva trattativa con il finanziere romano Giorgio Heller, il 5 marzo 2019 il Trapani Calcio s.r.l. viene ceduto alla società "FM Service srl" di Maurizio De Simone.
Durante la stagione 2018-2019, in Coppa Italia di Serie C, i granata raggiungono per la prima volta la semifinale dove vengono sconfitti dalla Viterbese Castrense, poi detentrice del trofeo. Nel girone C della Serie C il Trapani conquista il secondo posto in campionato, accedendo direttamente alla fase nazionale play-off e affrontando prima il Catania in semifinale (superato con due pareggi di 2-2 a Catania e 1-1 tra le mura amiche) e in seguito il Piacenza in finale (0-0 in Emilia e 2-0 al Provinciale), conquistando la Serie B per la seconda volta nella propria storia.
Terminata la stagione agonistica, la F.M.Service srl cede l'intero pacchetto azionario ad una cordata di imprenditori con a capo il finanziere romano Giorgio Heller, che il 26 giugno 2019 diviene presidente, il quale da prima nomina Riccardo Fabbro, Direttore Generale della società il quale riesce nel giro di 48h ad organizzare il salvataggio della Club conquistando il rispetto e la simpatia di tutta la piazza, dei tifosi e dell'amministrazione comunale, un successo che però infastidisce il Patron del Club Fabio Petroni, il quale sostituisce il dirigente considerato vincente da tutti con il figlio ventiduenne, generando cosi i primi dissapori tra tifoseria e club che avevano trovato un punto di raccordo, invece si ritrovarono cosi destinati all'obblio. Il campionato successivo vedrà le vicende societarie intersecarsi con quelle sportive: Heller lascia la società a seguito di conflitti con la nuova proprietà, la Alivision Transport S.C. Ar, denunciando la sottoscrizione di contratti "senza copertura finanziaria" che avrebbero portato il Trapani Calcio, da lì a poco tempo, a gravi problemi economico-finanziari. La presidenza nel corso dei pochi mesi a seguire passerà prima Giuseppe Pace poi a Monica Pretti e, infine, a Luigi Foffo nonostante la guida e rappresentanza della società continui ad essere nelle mani di Fabio Petroni. Il pessimo inizio di campionato della stagione 2019-2020 condurrà all'avvicendamento in panchina tra Francesco Baldini e Fabrizio Castori, cambio che non eviterà la retrocessione in Serie C sancita all'ultima giornata, nonostante l'ottimo girone di ritorno e l'ultimo successo interno sul Crotone. La squadra colleziona 46 punti che le sarebbero valsi la salvezza diretta senza disputa degli spareggi play-out. Ma a causa della penalizzazione di 2 punti comminata per un ritardo della società guidata da Fabio Petroni nel pagamento degli stipendi in scadenza a marzo 2020 (per un ammontare di circa 70.000 euro), chiude al terzultimo posto retrocedendo direttamente. A fine stagione agonistica la società intraprende un ricorso per l'annullamento dei punti di penalizzazione inflitti durante il campionato, ricorso successivamente rigettato.

#### Il fallimento
Nella stagione successiva la squadra viene inserita nel girone C della Serie C 2020-2021.  Dopo un cambio di proprietà da Alivision ad Alba Minerali, nelle prime due giornate rinuncia a scendere in campo, pertanto il 5 ottobre 2020 viene esclusa dal campionato. Il 22 dicembre 2020 viene dichiarato il fallimento del Trapani Calcio.

### F.C. Trapani 1905 (dal 2021)
Con il fallimento della società, la FIGC affida la decisione di assegnare il titolo di Serie D al sindaco di Trapani Giacomo Tranchida. Lo stesso, il 6 luglio 2021, decide di non assegnare il titolo sportivo.
Il 30 luglio 2021 la Lega Nazionale Dilettanti accetta il cambio della denominazione della ASD Dattilo 1980, militante in Serie D e che disputava le gare allo stadio Polisportivo Provinciale, in F.C. Trapani 1905. Il 4 agosto 2021 la società annuncia l'arrivo di Ivan Moschella sulla panchina della formazione granata, successivamente esonerato e sostituito prima da Leo Criaco e poi da Massimo Morgia. Con il ritorno di Moschella fino al termine della stagione 2021-2022 conclusasi con il raggiungimento del 12º posto. La società cambia proprietà e presidenza con l'acquisizione delle quote maggioritarie da parte dell'imprenditore catanese Marco La Rosa nella stagione 2022-2023, che a sua volta nell'aprile del 2023 le cede all'imprenditore romano Valerio Antonini. La squadra arriva al 3º posto e successivamente vince i playoff della Serie D 2022-2023 girone I.
Nella stagione 2023-2024, la squadra vince il girone I della Serie D con quattro giornate d'anticipo, tornando così in Serie C dopo quattro anni e stabilendo il record assoluto di media punti nella categoria (2,76) e il record di punti per un girone a 18 squadre (94), lo stesso anno la squadra vince per la prima volta la Coppa Italia Serie D battendo nella doppia finale il Follonica Gavorrano e raggiunge la finale della Poule Scudetto dove viene sconfitto per 5-1 dal Campobasso.

## Colori e simboli

### Colori
La divisa della squadra è tradizionalmente color granata. Per questo motivo i giocatori della formazione trapanese vengono chiamati anche i "granata". I calzoncini e i calzettoni sono anch'essi granata. La divisa prevede anche lo stemma societario della squadra. Al colore principale viene abbinato il bianco come colore secondario. La seconda maglia di gioco è bianca con inserti granata.
Le antiche squadre trapanesi ebbero invece altri colori. Nel 1908 per il primo derby della Sicilia occidentale con il Palermo FBC, l'allora Unione Sportiva Trapanese di Giuseppe Platamone indossò una casacca di color verde; successivamente, nel 1930, alla sua fondazione, la Juventus Trapani di Heinrich Schönfeld e Franco Adragna scelse i colori nerazzurri (ricollegabile forse alla precedente militanza interista di Schönfeld).
Il colore granata venne adottato per la prima volta dalla U.S. Trapani nel 1936, e tale scelta trae origine dallo stemma cittadino: il Decreto dell'11 agosto 1928 descrive e definisce lo stemma della città di Trapani non solo negli aspetti simbolici e figurativi, ma anche in quelli cromatici con la definizione "Blasonatura rosso granata", diventando da quel momento il colore rappresentativo della città.
Con la sola parentesi della Juventus Trapani che nel 1940 scelse nuovamente il color verde come identificazione societaria, il granata è a tutt'oggi il colore rappresentativo delle società sportive, non solo calcistiche, della città siciliana. Negli anni il secondo colore societario, il bianco, si è alternato con il nero o, più raramente, con il giallo o l'azzurro. Queste ultime tonalità vennero utilizzate, anche di recente, per la definizione delle terze maglie da gioco.

#### Divise storiche
| anni '10 | anni '30 | anni '40 | anni '40 |  |

| anni '50 | anni '60 | anni '70 | anni '70 | anni '70 |  |

| anni '80 | anni '80 | anni '80 | anni '80 | anni '80 |  |

| anni '90 | anni '90 | anni 2000 | anni 2000 | anni 2000 |  |

#### Divise Recenti
| 2009-2011 | 2011-2012 | 2012-2013 | 2013-2014 | 2014-2015 |  |

| 2015-2016 | 2016-2017 | 2017-2018 | 2018-2019 | 2019-2020 |  |

| 2020 | 2021-2022 | 2022-2023 | 2023-2024 | 2024-2025 |

### Simboli ufficiali

#### Stemma
In passato le formazioni trapanesi riportavano lo stemma cittadino sulle proprie divise sportive, anche se in modo discontinuo, come la Vigor Trapani dei fratelli Zolli e la A.S. Trapani degli anni Venti, la Juventus Trapani nero-azzurra negli anni Trenta (con forma non scudata ma ad ellisse) e la Drepanum con colori granata degli anni Quaranta e Cinquanta.
Successivamente riportare l'emblema (o il simbolo della società) sulle maglie sportive cadde in disuso (l'A.S. Trapani 1906 possedeva uno stemma a forma di scudo che conteneva quello cittadino, capeggiato dalla dicitura societaria, ma non riportandolo sulle maglie) fino agli anni Novanta quando il Trapani Calcio S.p.A. scelse di dotarsi di un proprio stemma di forma circolare con al centro le cinque torri definite in basso da onde del mare stilizzate e la dicitura societaria, che si trasformò, nel 1994, in forma quadrangolare (uno scudo semplificato) riportando sempre le torri cittadine. Successivamente il Trapani adottò uno stemma a forma di scudo, che riportava, semplificato, i simboli storici dello stemma della città di Trapani: le cinque torri e la falce. Le torri e la falce campeggiavano su campo bianco nella parte superiore dello stemma, mentre la restante parte, in basso, riportava il nome della società su delle onde del mare granata stilizzate. Una variante cromatica del logo consisteva nell'uso del colore granata come sfondo e perfili e scritte di color oro.
L'emblema attuale del Trapani Calcio ha la forma di uno "scudo" e riporta i simboli storici dello stemma della città di Trapani: le cinque torri e la falce. Le torri e la falce, che si trovano sopra delle onde del mare, campeggiano su uno sfondo granata, e la parte superiore riporta il nome della società.

Stemma comunale, utilizzato nelle divise di gioco per i primi anni.

## Strutture

### Stadio
Prima della costruzione dell'attuale stadio le prime gare disputate dalle formazioni trapanesi furono organizzate negli spazi aperti offerti dal centro cittadino; successivamente gli incontri cominciarono ad essere giocati alla "palestra di Via Spalti" o "campo degli Spalti", situato lungo l'omonima via, alle spalle dell'attuale Tribunale, prospiciente il centro storico della città e in corrispondenza delle vecchie mura (da lì il nome del campo e della via) e del bastione chiamato "Impossibile" che ne definivano un margine. In questo campo si giocò quella che può essere considerata la prima partita di foot-ball a Trapani: nel 1908 l'U.S. Trapanese affrontò la Palermo FBC, partita alla quale accorsero circa duecento persone.
La struttura risultò adatta per varie attività sportive amatoriali che si susseguirono nel tempo (annessa vi era anche una palestra coperta), ma carente e inadatto ad attività professionistiche (Buratti lamentava già nel 1933 il fondo del campo durissimo e le dimensioni ristrette) per la mancanza quasi totale di tribune che penalizzavano economicamente le società sportive (gran parte del pubblico assisteva la partita dai balconi o terrezzi dei palazzi limitrofi il campo). I successi della Juventus quindi portarono a considerare seriamente la possibilità di realizzare una nuova struttura sportiva adatta al calcio e si arrivò anche ad ipotizzarne il nome di "Stadio del Littorio" (e successivamente "dell'Impero").
Il campo degli Spalti continuò ad essere utilizzato, oltre che per il calcio (fino al suo abbandono durante il periodo bellico della seconda guerra mondiale), anche per l'atletica, pallacanestro e pallavolo negli anni Cinquanta. Gli spazi del Campo, non più esistente, furono destinati successivamente ad accogliere le nuove costruzioni di edifici a carattere prevalentemente pubblico: lo già citato edificio del Tribunale di Trapani, la Scuola Media Simone Catalano e l'Istituto superiore Rosina Salvo (ex Magistrale).
Dal 1943 l'allora Juventus Trapani incominciò ad utilizzare il "Campo Aula", terreno ricavato nell'ex pastificio dello stabilimento Aula (da cui prende il nome), situato a nord e fuori dal centro cittadino sul fronte marino del Lungomare Dante Alighieri. La scelta del trasferimento, dovuto ai bombardamenti allora imperanti nel centro cittadino, portò a non pochi problemi logistici e organizzativi: "La più preoccupante è quella del campo, che oggi è tutto fuorché un campo di calcio in quanto giornalmente un gruppo di pacifiche mucche vi pascola liberamente lasciando qua e là segni poco igienici e piacevoli. Occorrono in primis il recinto interno e la porta esterna..., poi le tribune", scrive La Voce del Cittadino il 2 dicembre del 1945.
Tre anni dopo si tenta di migliorare le condizioni del campo procedendo alla ricostruzione della gradinata, manutenzione e ampliamenti, che proseguiranno per tutti gli anni Cinquanta Ultima gara disputata fu il derby Trapani-Marsala del 16 ottobre 1960, che terminò 2 a 0 con doppietta di Zucchinali. Successivamente venne utilizzato come campo d'allenamento dalle principali formazioni della città trapanese e attualmente la struttura risulta ancora esistente e ospita gare dilettantistiche o studentesche e per tali usi fu modificata radicalmente negli anni '80 con una capienza di 500 posti a sedere, a cui s'è aggiunse una pista per il pattinaggio di velocità a rotelle.

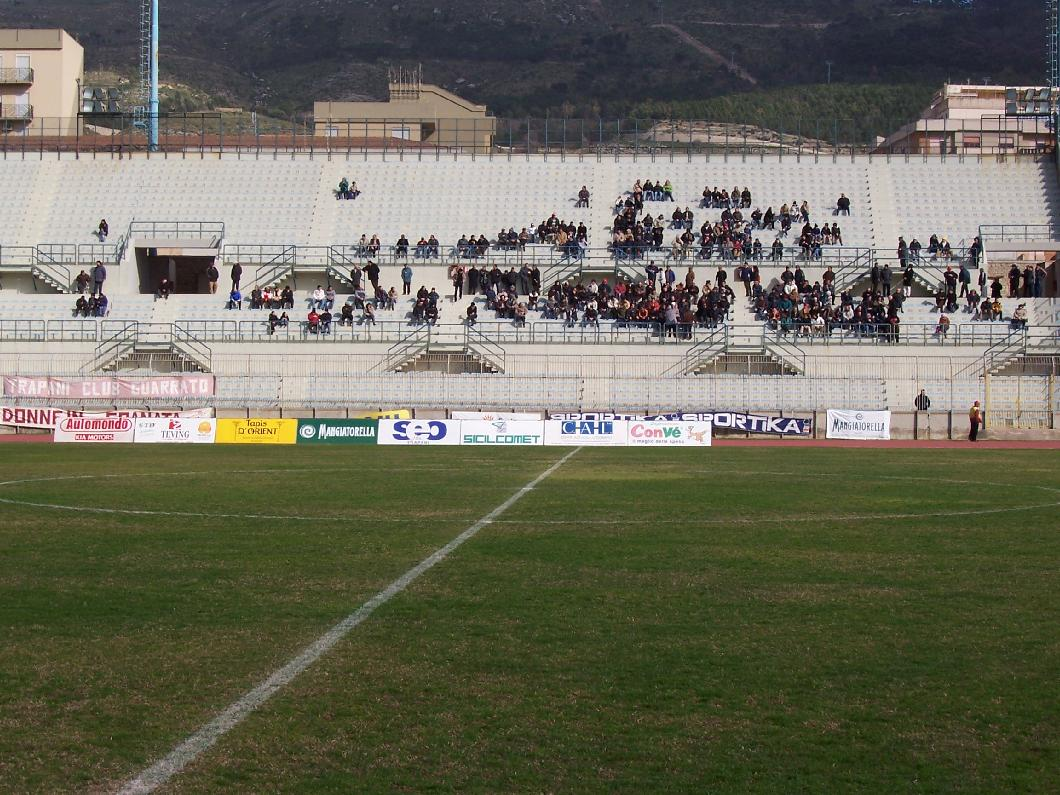
La vecchia gradinata dello stadio Polisportivo Provinciale

Dal 1960 il Trapani gioca nello stadio Polisportivo Provinciale, che è il principale impianto sportivo della provincia di Trapani (lo stadio si trova nel comune di Erice dato che l'agglomerato urbano di Trapani ricade in parte nella frazione Casa Santa di Erice), e può accogliere diverse manifestazioni sportive. All'interno dell'impianto si trovano anche una pista di atletica leggera, una piscina e una palestra coperta.
La capienza è di 8.500 posti, così suddivisi: 2.500 in tribuna coperta, 4.000 in gradinata centrale, 1.500 in curva nord e 500 in curva sud (settore ospiti).(la effettiva capienza prima della recente normativa sugli stadi era di 11.500 unità). Recentemente s'è provveduto all'adeguamento dell'illuminazione per gare notturne come richiesto e previsto dalla Lega Calcio. Nel giugno del 2013 è stato approvato lo schema di convenzione tra la Società granata e la Provincia Regionale di Trapani per la gestione dello Stadio Provinciale.

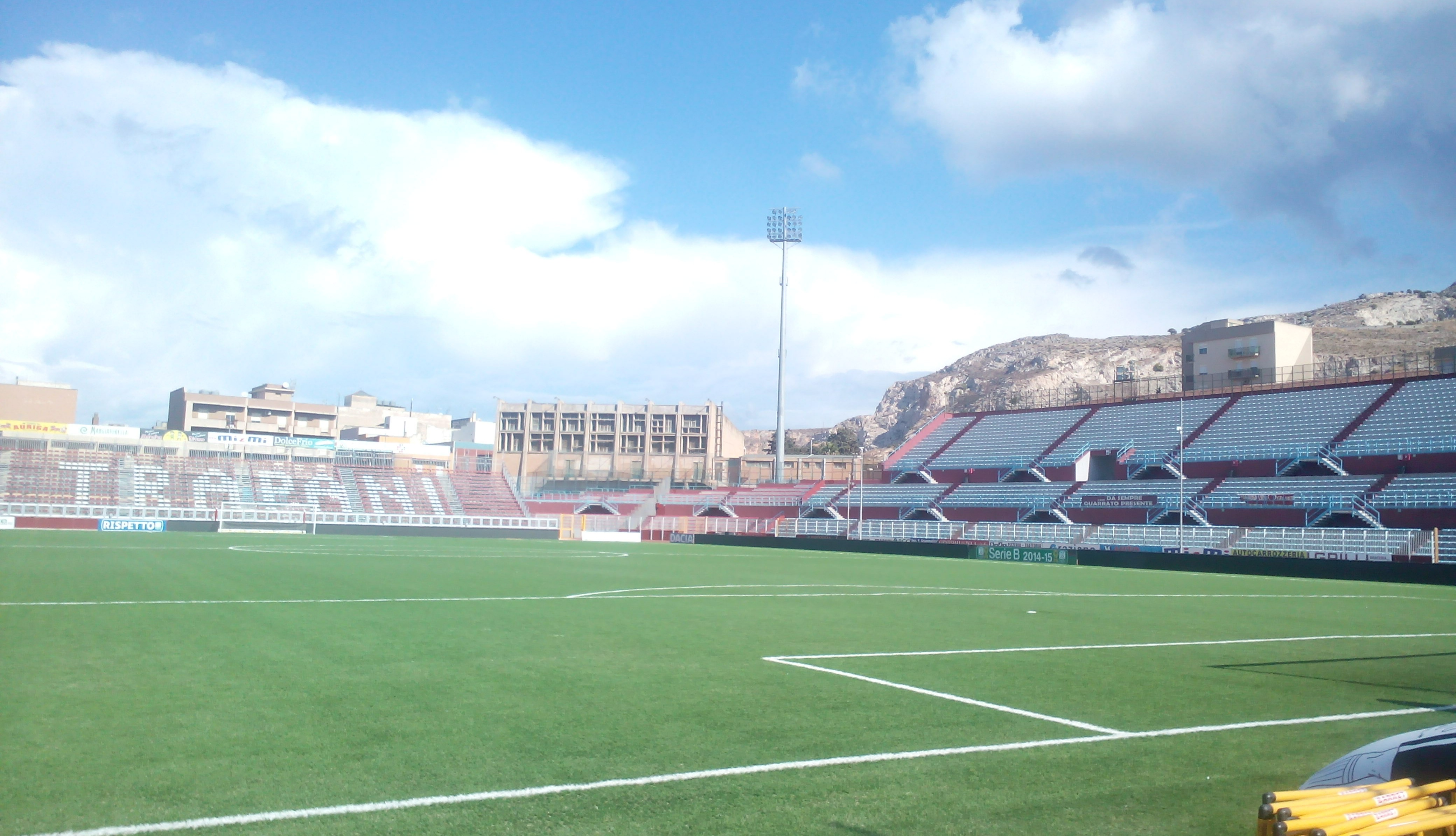
Il nuovo campo in sintetico del Provinciale

È la prima convenzione del genere stipulata in Sicilia tra un ente pubblico e una Società sportiva. Essa ha previsto la concessione ventennale dell'impianto alla Società che si è fatta carico dei lavori di adeguamento al campionato cadetto. Tra le sostanziali modifiche apportate all'impianto troviamo la creazione di una curva sud dedicata ai tifosi ospiti con l'apertura di due varchi per l'accesso al settore. La curva di casa è ritornata interamente ai supporter locali. Inoltre il posizionamento dei tornelli, obbligatori per il campionato Cadetto, in tutti e 4 i settori, il distanziamento delle panchine e il loro arretramento, la creazione di spazi più ampi dedicati alla stampa e alle tv che posseggono i diritti in esclusiva per la trasmissione delle gare. La celerità degli interventi, caso unico per una neopromossa, ha consentito lo svolgimento delle gare fin dal primo match della Stagione che è coinciso con la gara di Coppa Italia Trapani - AlbinoLeffe, svoltasi nel mese di agosto 2013. Dell'agosto 2014 è il nuovo campo in sintetico e le ristrutturazione di Curva nord e gradinata.

### Centro di allenamento
La prima squadra utilizza anche per gli allenamenti settimanali lo stadio "Provinciale".
In passato il Trapani Calcio usufruiva di un moderno centro sportivo ubicato nel quartiere Fontanelle, all'ingresso della città. Il complesso sportivo è stato ristrutturato dal Comune di Trapani, che ne è proprietario, e fu concesso alla società granata per le proprie attività sportive sia per la prima squadra che per le giovanili e la Scuola Calcio. Dal 2 marzo 2011 è intitolato all'ex calciatore Roberto Sorrentino, attaccante del Trapani tra gli anni '60 e i '70.
La struttura è formata da un campo da calcio a 11 affiancato da una tribuna laterale (in cui sono evidenziati i colori sociali della società) che può contenere 1000 persone circa, da un campo da calcio a 5 (entrambi in erba sintetica di ultima generazione), e da un campo da tennis. A questi si aggiungono, oltre che l'impianto di illuminazione, gli spogliatoi, per più squadre e arbitri, locali adibiti a segreteria, infermeria e magazzino e parcheggi interni ed esterni alla struttura stessa.

## Società
Fondata sotto la forma di associazione, modifica la ragione sociale in una società per azioni dal 1990 al 2000, e dopo una parentesi da associazione sportiva dilettantistica (asd), il 24 giugno 2010 il Trapani Calcio tornò società di capitali con la trasformazione in società a responsabilità limitata (srl). Nel luglio 2021 con la nuova denominazione in Football Club Trapani 1905 si costituisce sotto la forma di Società Sportiva Dilettantistica (ssd) ed associazione a responsabilità limitata (arl).
- 1905: Via Bellini (U.S. Trapanese)
- 1912: Corso Vittorio Emanuele (U.S. Trapanese)
- 1926: Viale Regina Elena (A.S. Trapani)
- 1930-1936: Via Ximenes (Juventus Trapani)
- 1936: Via San Francesco (U.S. Trapani)
- 1946: Piazza Garibaldi (A.S. Drepanum)
- 1947: Via dei Tintori  (A.S. Drepanum)
- 1949: Via Argentieri (A.S. Drepanum)
- 1950: Via Garibaldi (A.S. Drepanum)
- 1951-1955: Piazza Scarlatti (A.S. Drepanum poi A.S. Trapani)
- 1955-1967: Piazzetta Sales (A.S. Trapani)
- 1967-1979: Via Bastioni (A.S. Trapani)
- 1979-1982: Via G. B. Fardella 8 (A.S. Trapani)
- 1982-1984: Via Orlandini  (A.S. Trapani)
- 1984-1990: Via dei Mille 56 (A.S. Trapani 1906)
- 1990-2002: Via Sicilia (Trapani Calcio S.p.A.)
- 2002-2005: Via Medea (A.S.D. Trapani Calcio)
- 2005-2012: Via Bastioni (Trapani Calcio)
- 2012-2020: Via Orlandini 48 (Trapani Calcio)
- 2021-2023: Via Sicilia (F.C. Trapani 1905)
- 2023-: Via Vincenzo Bellini 2 (F.C. Trapani 1905)

### Organigramma societario
- Valerio Antonini - Presidente
- Ambra Ilari - Vice Presidente
- Paolo Cericola - Direttore Comunicazione
- Claudia Parrinello - Responsabile Ufficio Stampa e Speaker
- Andrea Oddo - Segretario Amministrativo
- Paolo Maiorana - Responsabile Sicurezza
- Salvatore Sala - Responsabile Magazzino
- Antonino La Macchia - Fotografo

### Sponsor
| Cronologia degli sponsor tecnici - 1982-1985 · NR Ennerre - 1985-1986 · NR Ennerre / Le Coq sportif - 1986-1987 · NR Ennerre / Puma - 1987-1989 · Gimer - 1989-1990 · NR Ennerre - 1990-1993 · ABM - 1993-1997 · Pienne - 1997-1998 · Erreà - 1998-1999 · Ennedue - 1999-2000 · Legea - 2000-2001 · Zeus / Legea - 2001-2002 · Royal - 2002-2003 · Zeus / Legea - 2003-2004 · Zeus - 2004-2008 · Legea - 2008-2009 · Sportika - 2009-2011 · Legea - 2011-2012 · Macron - 2012-2013 · Puma - 2013-2015 · Macron - 2015-2020 · Joma - 2020 · Nike - 2021-2023 · Joma - 2023-2024 · Macron - 2024-2025 · Adidas - 2025-oggi · Macron | Cronologia degli sponsor ufficiali - 1980-1982 · Vini Carboj - 1982-1983 · Titano Assicurazioni - 1983-1984 · De Santis Ingrosso S.r.l. - 1984-1987 · Olio Caruso - 1987-1989 · Città di Erice - 1989-1990 · non presente - 1990-1991 · Città di Trapani - 1991-1992 · Sicilgesso - 1992-1993 · FarelAuto - 1993-1999 · Città di Trapani - 1999-2002 · non presente - 2002-2003 · Sicilcomet - 2003-2005 · Città di Erice - 2005-2016 · Ustica Lines - 2016-2019 · Liberty Lines - 2020 · SuperConveniente, Liberty Lines e Terravision - 2021-2022 · Liberty Lines, Tonno Auriga, Nuova Sicilauto, Decò Gruppo Arena, Gelatissimo e Edil Craparotta - 2022-2023 · Liberty Lines, Cine-Teatro Trapani, Linea 2000, Tonno Auriga - 2023-oggi · Sport Invest, A29 Energy Service Company |

## Allenatori e presidenti

### Allenatori
- 1905-1930 Commissione Tecnica
- 1930-1933  Heinrich Schönfeld
- 1933-1934  Attilio Buratti (1ª-11ª)
 Heinrich Schönfeld (12ª-20)
- 1934-1936  Heinrich Schönfeld
- 1936-1937  Vito Rosano
- 1937-1941  Amilcare Oddo
- 1942-1944  Elio Maccaferri
- 1944-1945  Lino Messina
- 1945-1946  Giovanni Oddo (1ª-13ª)
 Gino Pipitone[55][56]
- 1946-1947  Paride Palmeri (1ª-7ª)
 Gino Pipitone (8ª-20ª)
- 1947-1948  Beppe Cutrera
- 1948-1949  Lajos Politzer
- 1949-1950  Achille Piccini
- 1950-1951  Eolo Rossi
- 1951-1952  Aimone Lo Prete
- 1952-1953  Aimone Lo Prete (1ª-8ª)
 Ferenc Plemich (9ª-30ª)
- 1953-1954  Ferenc Plemich (1ª-12ª)
 Nevio Corradini e  Luigi Soffrido (13ª-30ª)
- 1954-1955  Eolo Rossi[57] (1ª-18ª)
 Gastone Prendato (19ª-34ª)
- 1955-1957  Gastone Prendato
- 1957-1958  Ottorino Dugini
- 1958-1959  Aurelio Marchese
- 1959-1961  Ottorino Dugini
- 1961-1962  Gastone Prendato
- 1962-1963  Leandro Remondini
- 1963-1964  Francesco Lamberti (1ª-7ª)
 Luigi Soffrido (8ª-34ª)
- 1964-1965  Gino Vianello (1ª-11ª)
 Renato Piacentini (12ª-34ª)
- 1965-1966  Renato Piacentini
- 1966-1967  Eliseo Lodi (1ª-15ª)
 Piero Andreoli (16ª-34ª)
- 1967-1968  Piero Andreoli (1ª-15ª)
 Renato Piacentini (16ª-18ª)
 Domenico Rosati (19ª)
 Renato Piacentini (20ª-21ª)
 Domenico Rosati (22ª-38ª)
- 1968-1969  Francesco Lamberti
- 1969-1970  Giovanni Zanollo (1ª-8ª)
 Romolo Camuffo (9ª-15ª)
 Piero Andreoli (16ª-34ª)
 Fulvio Castaldi (35ª-38ª)
- 1970-1971  Ottorino Dugini
- 1971-1972  Aurelio Bongiovanni
- 1972-1973  Alberto Eliani (1ª-19ª)
 Giancarlo Vitali (20ª-36ª)
 Antonino Morana (37ª-38ª)
- 1973-1974  Antonino Morana
- 1974-1975  Renzo Sassi
- 1975-1976  Antonino Morana
- 1976-1977  Aurelio Bongiovanni
- 1977-1978  Aurelio Bongiovanni[58] (1ª-14ª)
 Egizio Rubino (15ª-38ª)
- 1978-1979  Egizio Rubino (1ª-17ª)
 Domenico Rizzo (18ª-34ª)
- 1979-1980  Antonino Morana
- 1980-1981  Elia Greco
- 1981-1982  Washington Cacciavillani
- 1982-1983  Washington Cacciavillani (1ª-22ª)
 Carlo Orlandi (23ª-30ª)
- 1983-1984  Alvaro Biagini (1ª-10ª)
 Nicola Celano (11ª-18ª)
 Alvaro Biagini (19ª-24ª)
 Nicola Celano (25ª-30ª)
- 1984-1986  Carlo Orlandi
- 1986-1987  Graziano Landoni (1ª-19ª)
 Antonino Morana (20ª-34ª)
- 1987-1988  Antonino Morana (1ª-12ª)
 Franco Rondanini (13ª-34ª)
- 1988-1989  Franco Rondanini
- 1989-1990  Franco Rondanini (1ª-8ª)
 Francesco Concialdi (9ª-22ª)
 Mario Facco (23ª-34ª)
- 1990-1991  Angelo Lombardo (1ª-10ª)
 Francesco Concialdi (11ª-20ª)
 Enzo Domingo (21ª-34ª)
- 1991-1992  Lino De Petrillo (1ª-15ª)
 Ignazio Arcoleo (16ª-34ª)
- 1992-1995  Ignazio Arcoleo
- 1995-1996  Walter Nicoletti
- 1996-1997  Ivo Iaconi
- 1997-1998  Giovanni Pagliari
- 1998-1999  Aldo Papagni (1ª-10ª)
 Andrea Pensabene (11ª-31ª)
 Salvatore Vassallo (32ª-34ª)
- 1999-2000  Pietro Ruisi (1ª-3ª)[59]
 Ezio Capuano (4ª-34ª)
- 2000-2001  Enzo Campanella (1ª-21ª)
 Massimiliano Mazzara (22ª-32ª e play-out)
- 2001-2004  Massimiliano Mazzara
- 2004-2005  Dario Golesano (1ª-16ª)
 Nicola Celano[60] (17ª-22ª)
 Dario Golesano (23ª-34ª)
- 2005-2006  Salvatore Vassallo (1ª-10ª)
 Cosimo De Feo (11ª-27ª)
 Ignazio Arcoleo e  Giovanni Guaiana (28ª-34ª e play-out)
- 2006-2007  Santino Nuccio (1ª-21ª)
 Tarcisio Catanese (22ª-30ª e play-out)
- 2007-2008  Tarcisio Catanese
- 2008-2009  Tarcisio Catanese (1ª-18ª)
 Carmine Pugliese (19ª-36ª)
- 2009-2014  Roberto Boscaglia
- 2014-2015  Roberto Boscaglia (1ª-30ª)
 Serse Cosmi (30ª-42ª)
- 2015-2016  Serse Cosmi
- 2016-2017  Serse Cosmi (1ª-16ª)
 Valeriano Recchi (17ª)[61]
 Alessandro Calori (30ª-42ª)
- 2017-2018  Alessandro Calori
- 2018-2019  Vincenzo Italiano
- 2019-2020  Francesco Baldini (1ª-16ª)
 Fabrizio Castori (17ª-38ª)
- 2021-2022  Ivan Moschella (1ª-9ª)
 Leo Criaco (10ª-11ª)[61]
 Massimo Morgia (12ª-33ª)
 Ivan Moschella (34ª-38ª)
- 2022-2023  Alfio Torrisi (1ª-6ª)
 Alessandro Monticciolo (7ª-20ª)
 Alfio Torrisi (21ª-34ª e play-off)
- 2023-2024  Alfio Torrisi
- 2024-2025  Alfio Torrisi (1ª-2ª)
 Salvatore Aronica (3ª-18ª)
 Ezio Capuano (19ª-24ª)
 Vincenzo Torrente (25ª-34ª)
 Salvatore Aronica (35ª-)

### Presidenti
- 1905-1907  Ugolino Montagna
- 1907-1914  Giuseppe Platamone
- 1918-1925  Francesco Benivegna
- 1925-1929  Agostino Burgarella
- 1929-1932  Gaetano Gionfrida
- 1932-1933  Francesco Adragna
- 1933-1934  Salvatore Adragna[62]
 Li Donni
 Gerolamo Favara e  Nicola Lamia[62]
- 1934-1936  Attilio Amodeo
- 1936-1938  Giovanni Sardo
- 1939-1944  Giacomo D'Alì Staiti
- 1944-1945  Pino Savona
- 1946-1947  Franco Adragna
- 1947-1948  Luciano Daidone
- 1948-1949  Francesco Manzo
- 1949-1950  Giacomo Augugliaro
 Franco Venuti
- 1950-1951  Roberto Fardella
- 1951-1952  Giuseppe Di Blasi[63]
 Vincenzo Baiamonte[63]
 Franco Angelo[63]
 Stefano Fontana
- 1952-1956  Giuseppe Di Marzo
- 1956-1958  Carmelo Solina
- 1958-1965  Aldo Bassi[63]
- 1965-1970  Girolamo "Mommo" Marchello
- 1970-1971  Eros Costa
 Ettore Gentile[63]
- 1971-1972  Giuseppe Ruggirello
- 1972-1973  Nicola Liotti
 Francesco Paolo Cavarretta
- 1973-1974  Antonio Romano
- 1974-1975  Enzo Culicchia[63]
 Vito Poma
 Dino Bileci[63]
- 1975-1976  Ettore Gentile[63]
- 1976-1977  Pietro Culcasi
- 1977-1978  Saverio Catania
- 1978-1979  Leonardo Impellizzeri[63]
- 1979-1980 Comitato di gestione
- 1980-1981  Pio Valenti[63]
- 1981-1984  Alberto Bosco
- 1984-1986  Giovanni Adragna
- 1986-1989  Antonino Sugameli
- 1989-1990  Elio Marini
- 1990-1998  Andrea Bulgarella
- 1998  Giuseppe Poma
- 1998-2000  Giuseppe Rosano
- 2000  Vincenzo Scontrino
- 2000-2002  Guido Messina
- 2002  Gaetano Seidita[63]
- 2002-2005  Antonino Birrittella
- 2005-2018  Vittorio Morace
- 2018-2019  Paola Iracani
 Francesco Paolo Baglio
- 2019-2020  Giorgio Heller
 Giuseppe Pace
- 2020  Monica Pretti
 Luigi Foffo
 Gianluca Pellino
- 2021-2022  Michele Mazzara
- 2022-2023  Marco La Rosa
- 2023-  Valerio Antonini

## Calciatori
Il calciatore più rappresentativo della società è Luca Pagliarulo, storico capitano, con 364 presenze tra campionati (B, C1, C2 e D, inclusi i play-off) e Coppa Italia. Il miglior marcatore di tutti i tempi è Antonino Barraco, autore di 81 reti tra campionati (C1, C2 e D, inclusi i play-off) e Coppa Italia. 
Altri calciatori degni di nota sono: Franco Nanni (campione d'Italia con la Lazio nel 1974), Natale Picano, Giacomo Tedesco, Vincenzo Italiano, Antimo Iunco, Antonino Barillà, Filippo Falco, Matteo Mancosu, Andrea Cocco, Felice Evacuo e Andrea Colpani . Da ricordare anche Marco Materazzi, vincitore con la Nazionale dei Mondiali 2006,, Christian Terlizzi, Mattia Caldara, Alessandro Buongiorno e Marco Carnesecchi che hanno vestito la maglia della nazionale maggiore.
Tra gli stranieri si segnalano invece il senegalese Lys Gomis, il bosniaco Milan Djuric, i francesi: Biabiany ed Anthony Taugourdeau, il bulgaro Pavel Vidanov, il norvegese Stefan Strandberg, i brasiliani: Igor Coronado, Felipe Sodinha, Reginaldo, l'angolano M'Bala Nzola, il croato Bruno Petković, il tedesco Oliver Kragl e l'argentino Facundo Lescano.

## Palmarès

### Competizioni nazionali
- Coppa Italia Serie D: 1

2023-2024

### Competizioni interregionali
- Lega Pro Prima Divisione: 1

2012-2013 (girone A)
- Serie C2: 1

1993-1994 (girone C)
- Serie D: 2

1971-1972 (girone I), 2023-2024 (girone I)
- Seconda Divisione: 1

1931-1932 (girone siciliano)
- Campionato Nazionale Dilettanti: 1

1992-1993 (girone H)
- Campionato Interregionale: 1

1984-1985 (girone M)

### Altri piazzamenti
- Serie B:

Terzo posto: 2015-2016
- Supercoppa di Lega di Prima Divisione:

Finalista: 2013
- Serie C:

Secondo posto: 1960-1961 (girone C), 1962-1963 (girone C), 2018-2019 (girone C)
Terzo posto: 1959-1960 (girone C), 2017-2018 (girone C)
- Lega Pro Prima Divisione:

Secondo posto: 2011-2012 (girone B)
- Lega Pro Seconda Divisione:

Secondo posto: 2010-2011 (girone C)
- Coppa Italia Serie C:

Semifinalista: 2018-2019, 2024-2025
- Prima Divisione:

Secondo posto: 1934-1935 (girone H); 1937-1938 (girone siciliano A)
- Scudetto Serie D:

Finalista: 2023-2024
- Serie D:

Secondo posto: 2009-2010 (girone I)
Terzo posto: 2022-2023 (girone I)
- Campionato Interregionale:

Secondo posto: 1990-1991 (girone N); 1991-1992 (girone H)
- Eccellenza:

Secondo posto: 2007-2008 (girone A)
- Promozione:

Secondo posto: 1950-1951 (girone O)

## Statistiche e record

### Partecipazione ai campionati nazionali
| Livello | Categoria                           | Partecipazioni | Debutto   | Ultima stagione | Totale |
| ------- | ----------------------------------- | -------------- | --------- | --------------- | ------ |
| 1º      | Prima Divisione                     | 1              | 1921-1922 | 1921-1922       | 1      |
| 2º      | Serie B                             | 5              | 2013-2014 | 2019-2020       | 5      |
| 3º      | Prima Divisione                     | 3              | 1932-1933 | 1934-1935       | 34     |
| 3º      | Serie C                             | 26             | 1942-1943 | 2024-2025       | 34     |
| 3º      | Serie C1                            | 3              | 1994-1995 | 1996-1997       | 34     |
| 3º      | Lega Pro Prima Divisione            | 2              | 2011-2012 | 2012-2013       | 34     |
| 4º      | Promozione                          | 2              | 1950-1951 | 1951-1952       | 24     |
| 4º      | IV Serie                            | 5              | 1952-1953 | 1956-1957       | 24     |
| 4º      | Campionato Interregionale - 1ª Cat. | 1              | 1957-1958 | 1957-1958       | 24     |
| 4º      | Serie D                             | 5              | 1970-1971 | 2023-2024       | 24     |
| 4º      | Serie C2                            | 10             | 1978-1979 | 1999-2000       | 24     |
| 4º      | Lega Pro Seconda Divisione          | 1              | 2010-2011 | 2010-2011       | 24     |
| 5º      | Serie D                             | 8              | 1979-1980 | 2009-2010       | 15     |
| 5º      | Campionato Interregionale           | 6              | 1981-1982 | 1991-1992       | 15     |
| 5º      | Campionato Nazionale Dilettanti     | 1              | 1992-1993 | 1992-1993       | 15     |

### Partecipazione alle coppe
| Competizione                          | Partecipazioni | Debutto   | Ultima stagione | Totale |
| ------------------------------------- | -------------- | --------- | --------------- | ------ |
| Coppa Italia                          | 14             | 1995-1996 | 2020-2021       | 14     |
| Supercoppa di Lega di Prima Divisione | 1              | 2013      | 2013            | 1      |
| Coppa Italia Semiprofessionisti       | 7              | 1972-1973 | 1978-1979       | 25     |
| Coppa Italia Serie C                  | 15             | 1985-1986 | 2024-2025       | 25     |
| Coppa Italia Lega Pro                 | 3              | 2010-2011 | 2012-2013       | 25     |
| Poule Scudetto                        | 1              | 2023-2024 | 2023-2024       | 1      |
| Coppa Italia Serie D                  | 9              | 2002-2003 | 2023-2024       | 9      |
| Poule Scudetto                        | 1              | 1992-1993 | 1992-1993       | 1      |

### Statistiche di squadra
- Il Trapani detiene il record di vittorie consecutive (8) in Serie B stabilito nella stagione 2015-2016 che eguaglia quello di Cremonese (stagione 1992-1993), Verona (stagione 1998-1999 e 2011-2012), Torino (stagione 2000-2001), Juventus (stagione 2006-2007).
- Il Trapani è una delle 6 squadre ad aver ottenuto la promozione in Serie C vincendo il campionato di Serie D senza subire sconfitte. Serie D Girone I, stagione 2023-2024.
- Il Trapani detiene il record di punti conquistati nella stagione regolare in un girone "standard" a diciotto squadre nel campionato di Serie D totalizzandone 94 nella stagione 2023-2024 con la media punti di 2,76 costituendo il record assoluto della categoria.
- Il Trapani è la prima squadra Siciliana ad aver vinto la Coppa Italia Serie D.
- Il Trapani nella stagione 2019-2020 di Serie B è stata la squadra siciliana al livello più alto nei campionati italiani.
- Dopo Palermo, Catania e Messina, Trapani è la quarta piazza siciliana ad annoverare una presenza nel massimo campionato italiano di calcio (nella stagione 1921-1922)
- Il Trapani è al 75° posto nella classifica perpetua della Serie B  (tra le siciliane al 4° posto seguendo il Palermo 5°, il Catania 18°, il Messina 27°, e precedendo il Siracusa 77° e il Licata 113°)

### Statistiche individuali
Dati aggiornati al settembre 2024.
| Record di presenze - 364 Luca Pagliarulo (2010-2020, 2021-2022) - 344 Vincenzo De Francisci (1970-1980) - 258 Nicola Celano (1970-1974, 1975-1976, 1980-1983) - 255 Benito Zanellato (1960-1968) - 253 Antonino Morana (1959-1962, 1963-1973) - 235 Natale Picano (1971-1972, 1973-1978, 1987-1988) - 218 Renato De Togni (1962-1970) - 214 Vito Incrivaglia (1991-1993, 1994-1998, 2003-2004) - 211 Francesco Merendino (1957-1966) - 201 Antonino Barraco (1990-1995, 2003-2004) | Record di reti - 81 Antonino Barraco (1990-1995, 2003-2004) - 55 Matteo Mancosu (2012-2015) - 47 Aristide Zucchinali (1957-1962) - 44 Luigi Soffrido (1952-1957) - 44 Giuseppe Carbonaro (2007-2009) - 43 Attilio Curto (1947-1951) - 40 Gaetano Capizzi (1991-1995) - 39 Giuseppe Madonia (2010-2014) - 38 Francesco Merendino (1957-1966) - 36 Giuseppe Perrone (2009-2012) |

- N.B.: nel conteggio sono compresi i campionati (stagione regolare, play-off, play-out e finali) e le coppe nazionali.

## Rosa 2025-2026
Rosa aggiornata al 17 agosto 2025.

## Tifoseria

### Storia
La tifoseria organizzata è nata intorno alla fine anni '60, con la fondazione dei primi club di tifosi fan-club cittadini come il Club Granata “Fontanelle” (1967), e viene in seguito consolidata negli anni successivi con la fondazione di altri gruppi come Club “Raimondo Massa” (1976), Club Amici Granata “Alberto Caruso” (1985), Club dell'Amicizia “Bruno Nardi” (1987), Club Amici del Corso (1994) o il Trapani Club Guarrato (1996) e il Trapani Club Verona "Aristide Zucchinali" fondato nel 2013.

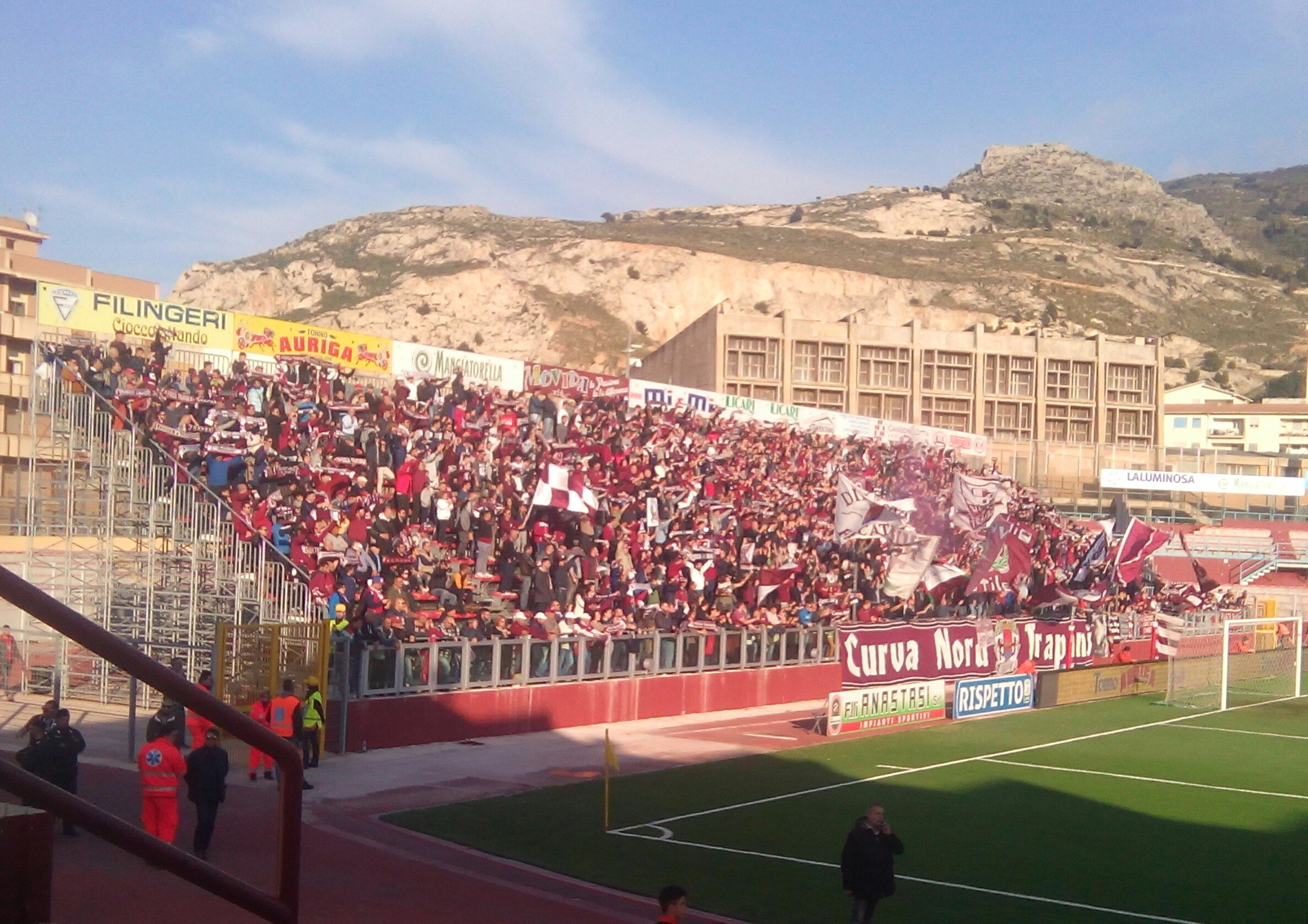
Curva Nord Trapani (Trapani - Bari nel maggio 2015)

In questa fase l'associazionismo dei tifosi era privo dei connotati che col passare degli anni avvicinarono la tifoseria organizzata trapanese al movimento e alle dinamiche "ultras". Apparse a Trapani nella metà degli anni '80 con la nascita dei "Panzer". A seguirli, negli anni successivi, furono i "Boys Warrior", "Brigate Granata" e "Gioventù Granata'". Nel 1985 tutte queste componenti decisero di unirsi dietro un unico striscione CUCN-Comando Ultrà Curva Nord e gli Irriducibili Trapani. Nel 1993 nascono le Brigate e i Trina-Kria Korps successivamente solo Korps. Da una costola delle Brigate nascono anche i Kaos. Nel 1995 si decide di unire tutte le sigle dietro lo striscione Ultras Trapani. Successivamente la curva si riorganizza con il gruppo 2 Aprile 1905 che prende posto al centro del settore ed è affiancato dai gruppi: Saturno Crew, Panzer, Rione San Giuliano, Dinastia Falcata, Nessuna Resa Ultras Trapani e Gioventù Granata.
Evoluzione spettatori
Fonte:
| Stagione  | Categoria                           | gare casalinghe | tutto esaurito | Totale  | Media |
| --------- | ----------------------------------- | --------------- | -------------- | ------- | ----- |
| 2011-2012 | Lega Pro Prima Divisione - Girone B | 17              | 0              | 61.880  | 3.640 |
| 2012-2013 | Lega Pro Prima Divisione - Girone A | 16              | 0              | 47.988  | 2.999 |
| 2013-2014 | Serie B                             | 21              | 0              | 108.757 | 5.179 |
| 2014-2015 | Serie B                             | 21              | 0              | 105.788 | 5.038 |
| 2015-2016 | Serie B                             | 21              | 0              | 106.854 | 5.088 |
| 2016-2017 | Serie B                             | 21              | 0              | 106.215 | 5.058 |
| 2017-2018 | Serie C - Girone C                  | 18              | 0              | 68.441  | 3.802 |
| 2018-2019 | Serie C - Girone C                  | 18              | 0              | 53.803  | 2.989 |
| 2019-2020 | Serie B                             | 12              | 0              | 52.969  | 4.537 |
| 2021-2022 | Serie D - Girone I                  |                 | 0              | -       | 1.402 |
| 2022-2023 | Serie D - Girone I                  |                 | 0              | -       | 1.519 |
| 2023-2024 | Serie D - Girone I                  |                 | 0              | -       | 4.893 |
| 2024-2025 | Serie C - Girone C                  | 19              | 0              | 84.317  | 4.438 |

### Gemellaggi e rivalità
Gli unici gemellaggi, attualmente attivi, più importanti degli ultras trapanesi sono con gli ultras del Catania e della Folgore Castelvetrano. La tifoseria granata è stata, inoltre, storicamente gemellata anche con la tifoseria della Nissa, interrotto tra il 2008 e il 2009 e con la tifoseria della Turris, interrotto nel 2018. Buoni rapporti di stima ci sono con le tifoserie del Giarre, del Licata, del Lanciano, della Carrarese, della Reggina e soprattutto del Perugia.
La rivalità più sentita per i tifosi trapanesi è con i tifosi del Marsala, derby della provincia di Trapani, che nasce sia per natura politico-campanilistica che per la vicinanza. Altre rivalità molto sentite e accese ci sono con Mazara, Palermo, Lecce, Siracusa, Acireale e Spezia.
Ulteriori inimicizie ci sono anche con Akragas, Messina, Cavese, Savoia, Juve Stabia, Nocerina, Triestina, Avellino, Sancataldese ed Enna.